# 史蒂夫·琼斯 (生物学家)
史蒂夫·琼斯（英語：John Stephen Jones，1944年3月24日—）是一位英国生物学家，伦敦大学学院教授，知名于科普创作和在电视节目中介绍进化论，2012年当选皇家学会院士，1996年获伦敦皇家学会迈克尔·法拉第奖，主要作品有《基因的语言》（The Language of the Genes）、《珊瑚》（Coral - A Pessimist in Paradise）等。